# القواصر (مكيراس)

تعديل مصدري - تعديل

القواصر هي إحدى قرى عزلة مكيراس بمديرية مكيراس التابعة لمحافظة البيضاء، بلغ تعداد سكانها 35 نسمة حسب تعداد اليمن لعام 2004.